# Stigmella olyritis
Stigmella olyritis là một loài bướm đêm thuộc họ Nepticulidae. Nó được miêu tả bởi Edward Meyrick năm 1915, và có mặt ở Peru.